# Oton (porečki biskup)
Oton je bio biskup grada Poreča od 1256. godine do 1282. godine.

## Ciborij
Sedam stoljeća nakon doba biskupa Eufrazija, Oton daje napraviti veliki mramorni ciborij u Eufrazijevoj bazilici koji je izgrađen 1277. godine. Ciborij tako predstavlja ulaz Venecijanske kulture u Poreč, čime je svojevrstan nastavak na Eufrazijevo uvođenje Bizantske putem izgradnje bazilike. Ciborij je postavljen iznad oltara bazilike i na istočnoj strani ciborija su mozaici koji predstavljaju sv. Julijana i sv. Dimetrija, porečke mučenike. Njihovi likovi prikazani su u medaljonima noseći laičko odjelo, s križem u ruci što označuje vjernika, a možda i nižeg klerika.